# G – 21 scener från Gottsunda
G – 21 scener från Gottsunda är en svensk dokumentärfilm från 2024, regisserad av Loran Batti. Filmen skildrar vardagslivet i Gottsunda, en stadsdel i Uppsala som ofta omtalas för sina socioekonomiska utmaningar men också för sin starka gemenskap och kulturella mångfald. Genom att fokusera på 21 unika scener och berättelser från området skapar filmen ett nyanserat porträtt av livet i en förort som annars sällan får ta plats i den svenska offentligheten.
Inför Guldbaggegalan 2025 nominerades filmen i tre kategorier: Bästa film, Bästa dokumentärfilm och Batti nominerades till Bästa regi.

## Synopsis
Filmen är uppbyggd i form av 21 korta scener, där varje scen berättar en historia från Gottsunda ur invånarnas perspektiv. Berättelserna sträcker sig från personliga skildringar av hopp, drömmar och kärlek till svårigheter som fattigdom, utanförskap och kriminalitet. G-21 lyfter fram områdets osynliga hjältar – från ungdomsledare och konstnärer till familjer som kämpar för en bättre framtid.
Dokumentären belyser även kontrasten mellan medias ofta negativa rapportering och det levande samhället som Gottsundas invånare själva upplever. Genom att använda en intim och autentisk berättarstil lyckas filmen skapa en känslomässig koppling mellan publiken och de människor som porträtteras.
Filmen spelades in under en tvåårsperiod, där teamet arbetade nära Gottsundas invånare för att bygga förtroende och skapa en realistisk bild av livet i stadsdelen. 

## Mottagande
Vid sin premiär möttes G – 21 scener från Gottsunda av både kritikerros och publikens hyllningar. Filmen har beskrivits som en av de mest betydelsefulla svenska dokumentärfilmerna på senare år, med särskilt beröm för dess förmåga att ge röst åt de som ofta blir förbisedda i det offentliga samtalet.[källa behövs]
Kritiker lyfte fram filmens visuella språk, den intima berättarformen och den respektfulla skildringen av Gottsundas invånare.[källa behövs]